# Јапанске лаке крстарице класе Тенрју
| Лаке крстарице класе Тенрју | Лаке крстарице класе Тенрју                                    |
| --------------------------- | -------------------------------------------------------------- |
|                             |                                                                |
| Лака крстарица Тацута       |                                                                |
| Корисник                    | Јапанска морнаричка застава                                    |
| Почетак градње:             | 1917.                                                          |
| Поринуће:                   | 1918.                                                          |
| Завршетак градње:           | 1919.                                                          |
| Основне катактеристике      |                                                                |
| Дужина:                     | 142,90 метара                                                  |
| Ширина:                     | 12,34 метара                                                   |
| Газ:                        | 3,96 метара                                                    |
| Тежина:                     | 3281 тона (стандардни депласман) 4011 тона (пуни депласман)    |
| Погон:                      | 6 котла Канпон, снаге 51.000 КС                                |
| Посада:                     | 332 официра и морнара                                          |
| Наоружање:                  | Топови: 4 × 140 mm, 1 × 76,2 mmМитраљези: 2 × 6,5 mmТорпеда: 6 × 533 |
| Максимална брзина:          | 33 kn (61 km/h)                                                |
| Бродови класе               |                                                                |
| Тенрју, Тацута              |                                                                |

Крстарице класе Тенрју су биле прве лаке крстарице изграђене у Јапану након завршетка Првог светског рата. Грађене су по узору на европске лаке крстарице тог времена.

## Историја
За време Првог светског рата настао је универзалан тип лаке крстарице, способне за дејства како по комунукацијама, таки и при ескадри. Јапан није развио сопствени брод, већ је за прототип узео пројекат британске лаке крстарице класе "Arethusa". Поред других задатака нови бродови су пројектовани за улогу лидера флотиле разарача. Обе крстарице су добиле имена река из провинције Шинано и Јамато. Та традиција давања имена река крстарицама, продужиће се и код следећих класа крстарица. Бродови су грађени у државним бродоградилиштима у Јокосуки и Сасебу.
| Име    | Бродоградилиште | Почетак градње | Поринуће       | Завршетак градње   | Белешка                      |
| ------ | --------------- | -------------- | -------------- | ------------------ | ---------------------------- |
| Тенрју | Јокосука        | 7. мај 1917.   | 11. март 1918. | 20. новембар 1919. | Потопљена 18. децембра 1942. |
| Тацута | Сасебо          | 24. јул 1917.  | 29. мај 1918.  | 31. мај 1919.      | Потопљена 13. марта 1944.    |

Труп брода је на боковима био заштићен оклопом 25 mm до 37 mm на крајевима а у пределу машинског одељења 50 mm. У рејону машинског одељења оклопни појас се простирао по висини од водене линије до горње палубе. Хоризонталну заштиту је чинила оклопна палуба дебљине 25 mm. Оружја главне артињерије су постављена на 4 постројења и покривена штитом. Изабран је калибар 140 mm, уместо 152 mm који се користио у Европи. Разлог за то је што су јапански морнари нижи и физички слабији од европљана, па како би се оржала брза паљба, пројектили су морали да буду што лакши. На крми је постављен један топ 76 mm и двоцевни митраљез 6,5 mm. Торпедно наоружање се састојало од два троцевна апарата 533 mm. Такви торпедни апарати су први пут постављени у јапанској флоти управо на крстарицама класе Тенрју. 

## Тактичко-техничке карактеристике
- Тежина:
  - 3.281 тона стандардни депласман
  - 4.011 тона пуни депласман
- Димензије:
  - Дужина: 142,90 метара
  - Ширина: 12,34 метара
  - Газ: 3.96 метара (средњи газ)
- Максимална брзина:
  - 33 kn (61 km/h)
- Погон: 6 котла Канпон, троцилиндрична турбина Браун-Кертис, 51.000 КС
- Максимална даљина пловљења: 6.000 наутичких миља/ 10 kn (19 km/h)
- Количина горива: 820 тона нафте и 150 тона угља
- Наоружање:
  - Главна артиљерија: 4 × 1 140 mm
  - Помоћна артиљерија: 1 × 1 76,2 mm
  - Митраљези: 1 × 2 6,5 
  - Торпедне цеви: 2 x 3 533 mm
  - Мине: 48 комада
- Оклоп:
  - Оклопни појас: 25-50 
  - Палуба: 25 mm
  - Тежина оклопа 176 тона
- Посада: 332 официра и морнара

## Модернизација
Крстарица Тенрју је модернизована између марта 1927. године и марта 1930. године, када јој је постављен троножни јарбол. На исти начин је модернизована и Тацута 1931. године. Током 1939. на оба брода су постављена по 4 двоцевна противавионска митраљеза 13 mm. У целини гледано на крстарицама се ништа није променило током рата, осим што је 1942. године скинут један пар чамаца за спасавање а на њихово место су постављена 4 двоцевна протиавионска топа 25 mm, око предњег димњака. 

## Служба
Бродови су уписани у списак флоте 13. марта и 20. новембра 1919. године. Када је почео Други светски рат на Пацифику, они су ушли у састав 18 ескадре 4. флоте и базирају на острву Трук, одакле учествују у напад на острво Вејк. Том приликом, крстарица Тацута је оштећена од митраљеске ватре једног америчког ловачког авиона, базираног на острво Вејк. Након тога крстарица Тацута одлази на ремонт а Тенрју учествује у другом нападу на острво Вејк, када је оно и заузето. Крстарице остају у састав 4. флоте и током јануара 1942. године штите десант на Кавиенг и Нову Гвинеју. У мају 1942. године обе крстарице су у саставу заштитне групе приликом операције „МО“, којом је требало да се заузме Порт Морезби. Након Мидвејске битке, још увек као 18 ескадра, обе крстарице су у саставу 8 флоте и учествују у заштити десанта код Буне на Новои Гвинеји, током јула месеца. Тацута је остала да подржава десант и након америчког искрцавања на острво Гвадалканал. Зато је само крстарица Тенрју узела учешће у бици за острво Саво 9. августа 1942. године. Након тога крстарице оперишу у рејону Соломонових острва и узимају учешће у неуспелом десанту у заливу Милн, крајем августа, и ту крстарица Тенрју потапа 6. септембра један амерички транспортни брод за време евакуације јапански десантних снага. Крстарица Тенрју је 2. октобра 1942. године оштећена приликом напада америчких авиона, док је учествовала у акцији подршке јапанским војницима на острву Гвадалканал. Дана, 18. децембра 1942. године Тенрју је торпедирала и потопила америчка подморница Албакор, источно од Маданга. Друга крстарица ове класе - Тацута, потопљена од америчке подморнице Сенд Ланс 13. марта 1944. године, југозападно од Јокосуке.